# Charles Adams Platt

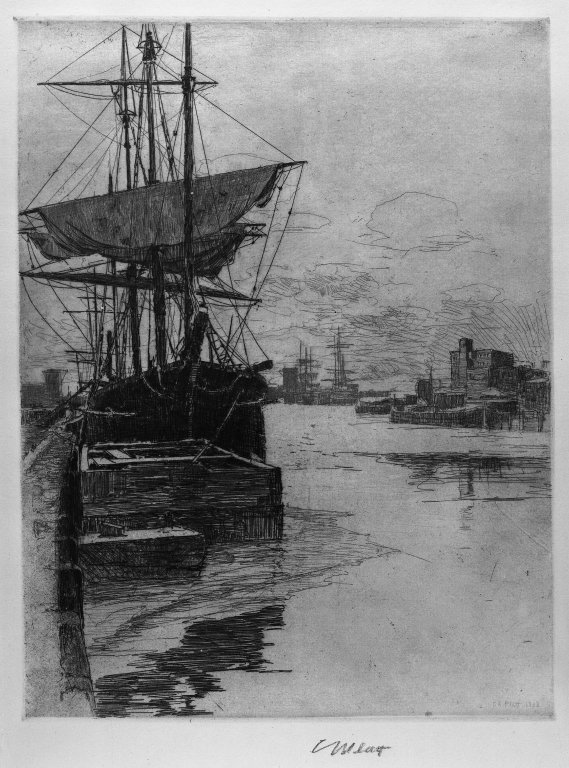
Muelles del Atlántico, 1888, Boston; grabado de su primera época.

Charles Adams Platt (Nueva York, 16 de octubre de 1861-12 de septiembre de 1933) fue un arquitecto y paisajista estadounidense del movimiento denominado Renacimiento americano. Sus diseños de jardines complementaban su arquitectura.
Fue también pintor y grabador, exponiendo en la Academia Nacional de Nueva York. Dibujó los planos de la Galería Freer de Washington D. C. y del Museo de Arte de Columbus, Ohio. Recibió una medalla de bronce en la Exposición Universal de París de 1900.
En 1919, se convirtió en miembro de la administración de la Academia Americana en Roma, de la que se convirtió en presidente en 1928 y hasta su muerte. También sirvió en la Comisión de Bellas Artes de Estados Unidos de 1916 a 1921, y como su vicepresidente de 1920 a 1921.
A lo largo de su vida, Platt mantuvo su casa y jardín en Cornish, Nuevo Hampshire, y una oficina y residencia en Manhattan. Con su segunda esposa, la viuda Eleanor Hardy Bunker, tuvo cinco hijos de los que dos, William y Geoffrey, también siguieron sus pasos y fueron arquitectos en Nueva York.

## Galería de obra arquitectónica

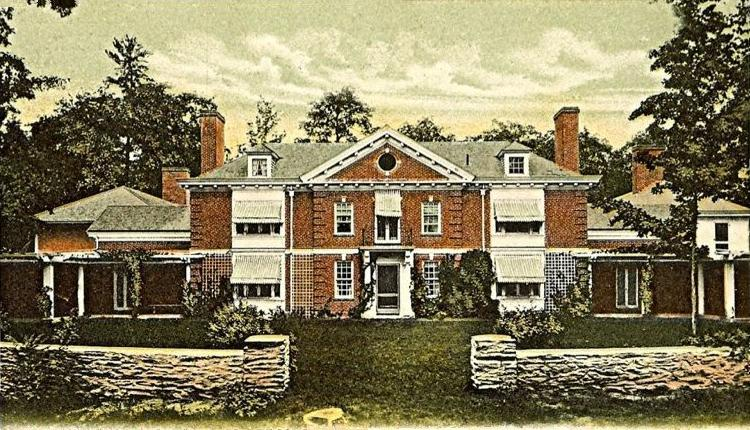
Harlakenden House, Cornish, New Hampshire (construida en 1898; residencia de verano (Casa Blanca) para Woodrow Wilson, incendiada en 1923).
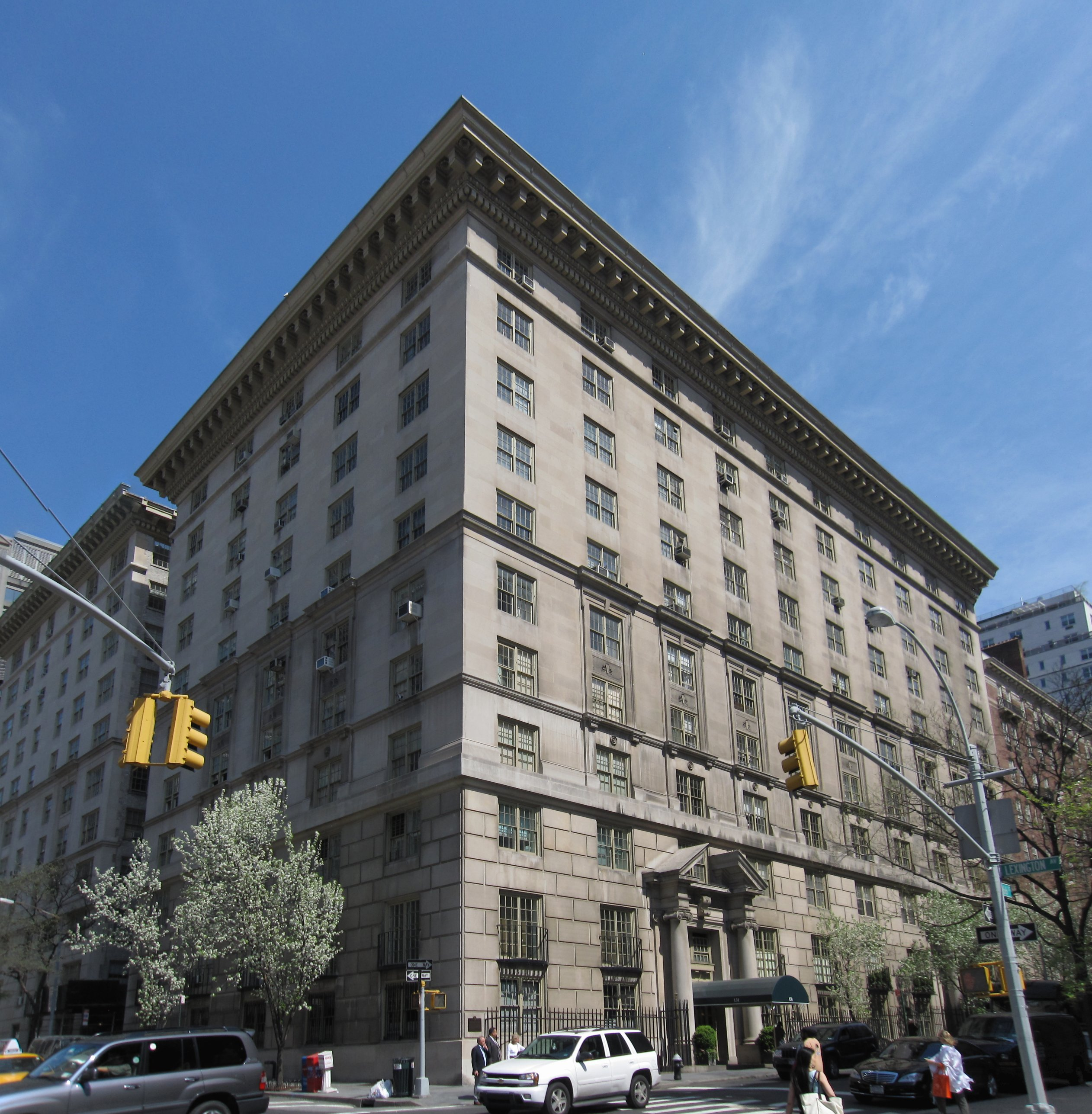
Studio Buildeng, ciudad de Nueva York (terminado en 1906).
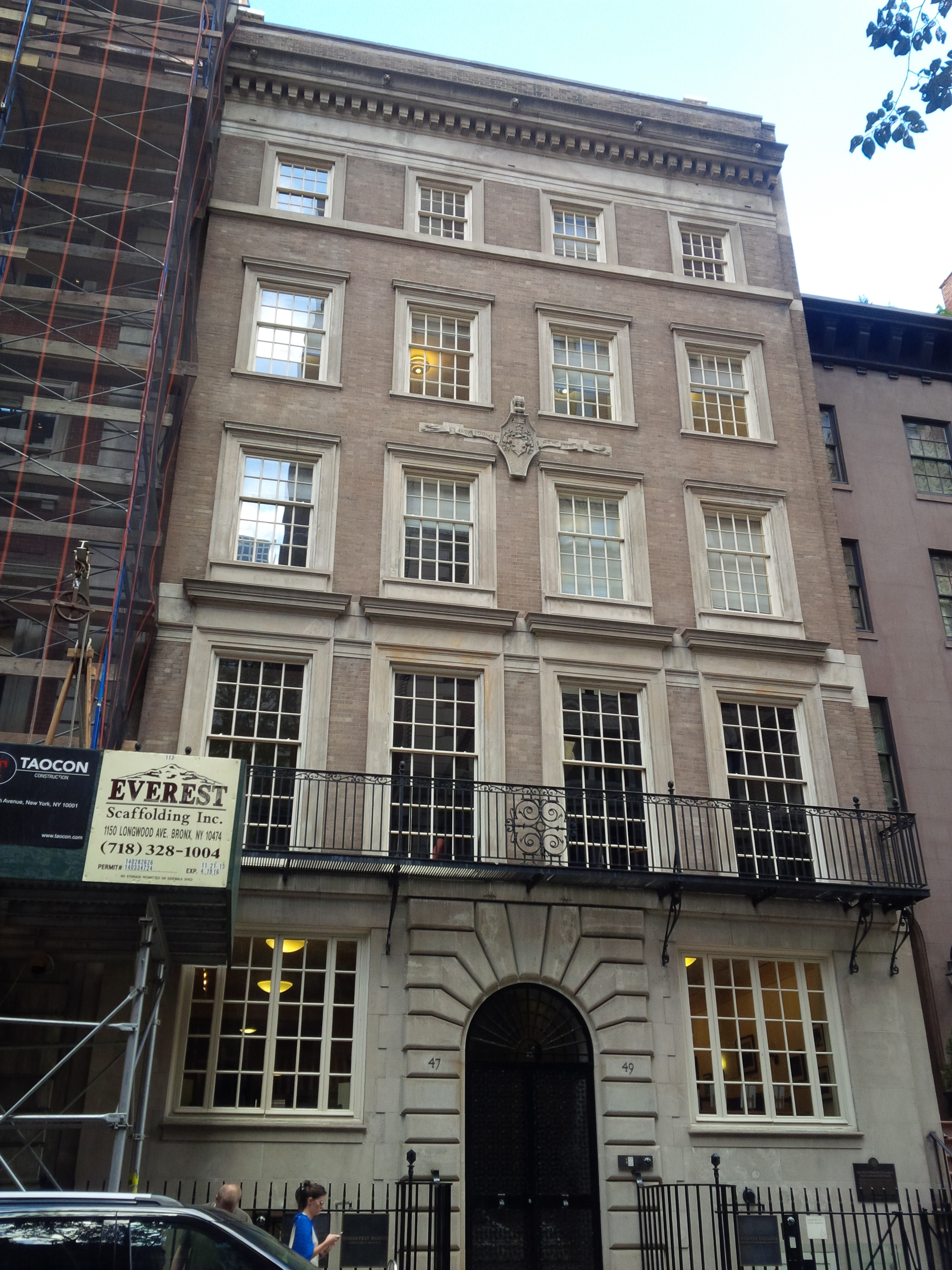
Sara Delano Roosevelt Memorial House, Nueva York (terminada en 1908).
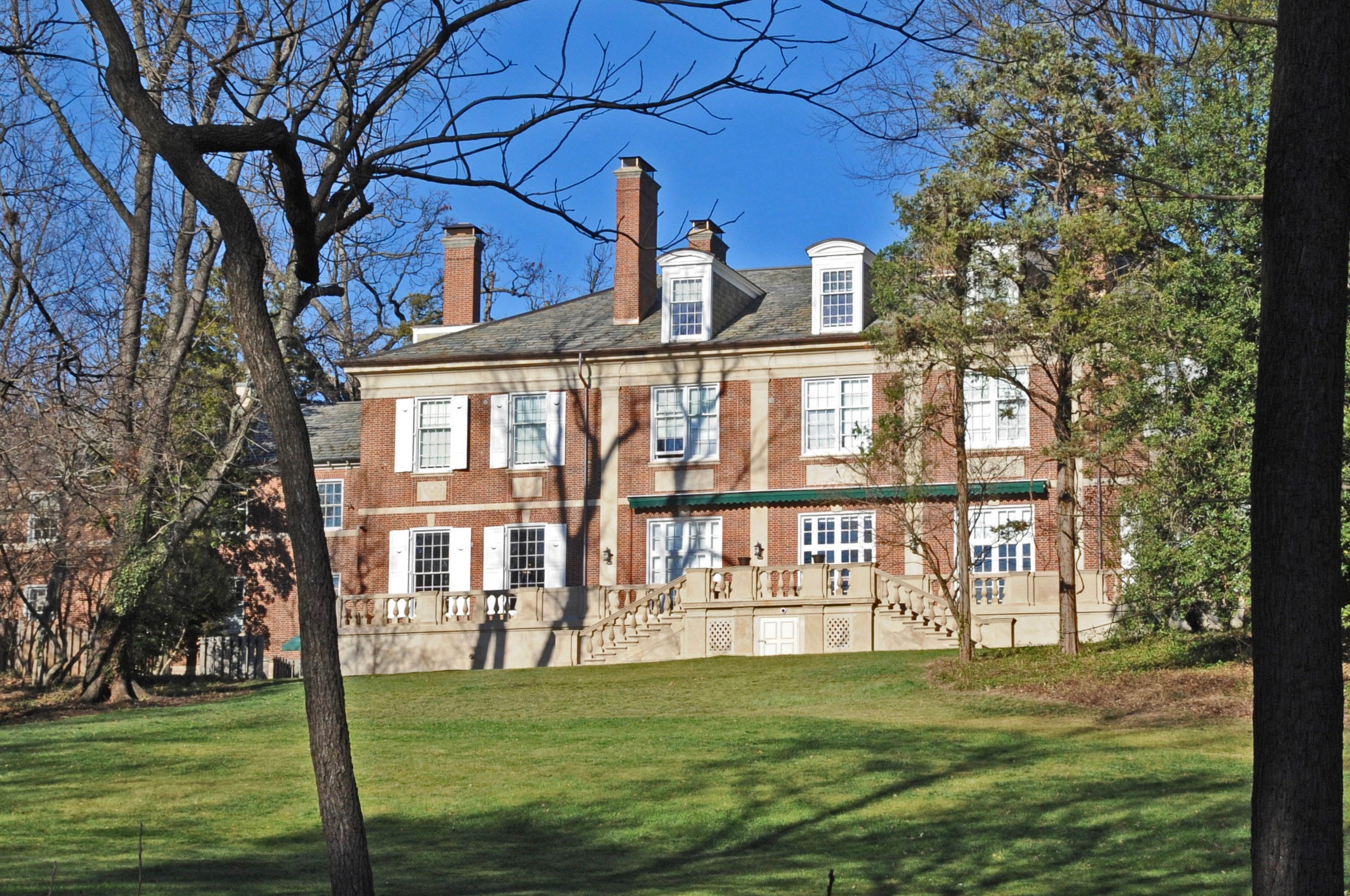
The Causeway, Distrito de Columbia (terminada en 1912).
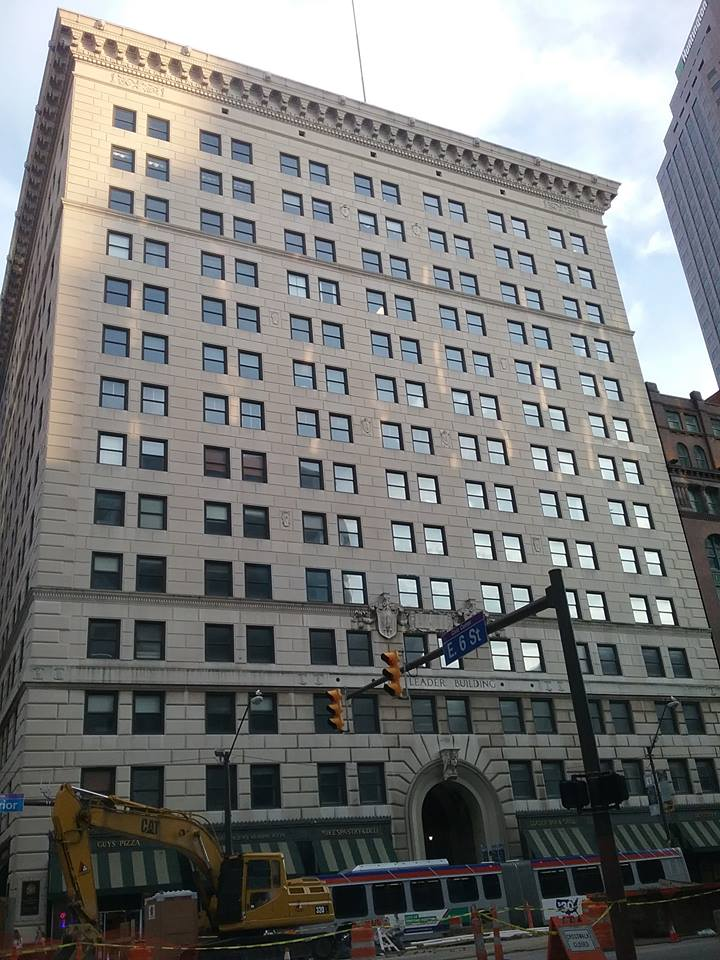
The Cleveland Leader Buildeng, Cleveland, Ohio (terminado en 1913).
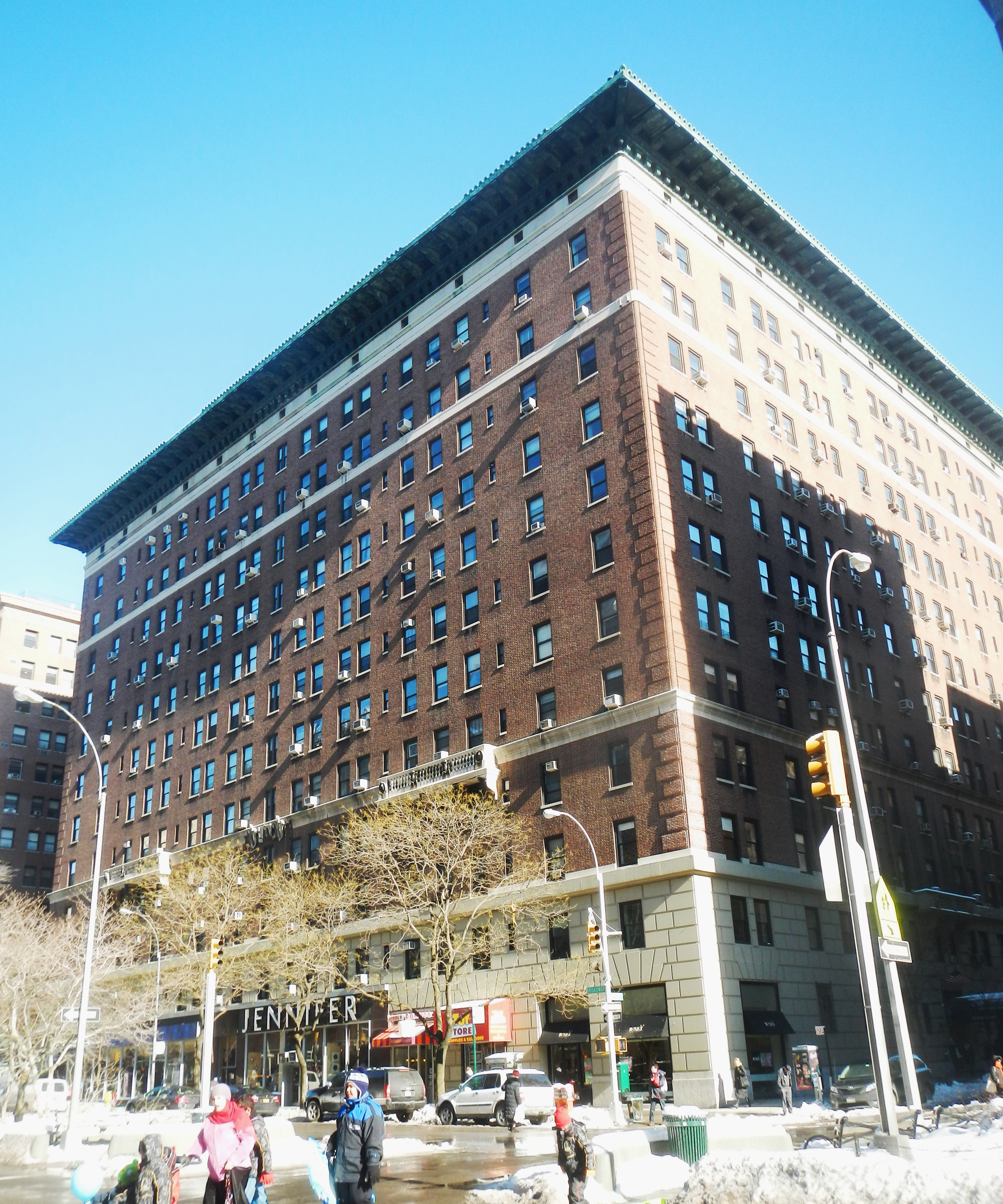
Astor Court Building, Broadway, Nueva York City (terminada en 1916).
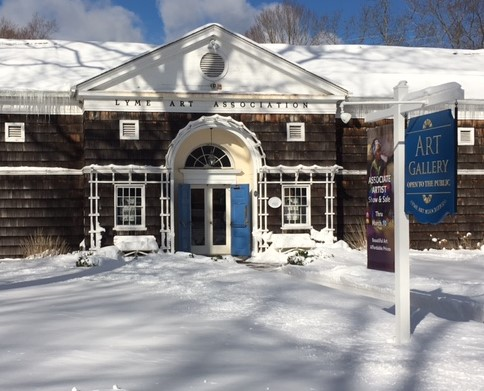
Lyme Art Association, Old Lyme, Connecticut (terminado en 1921).
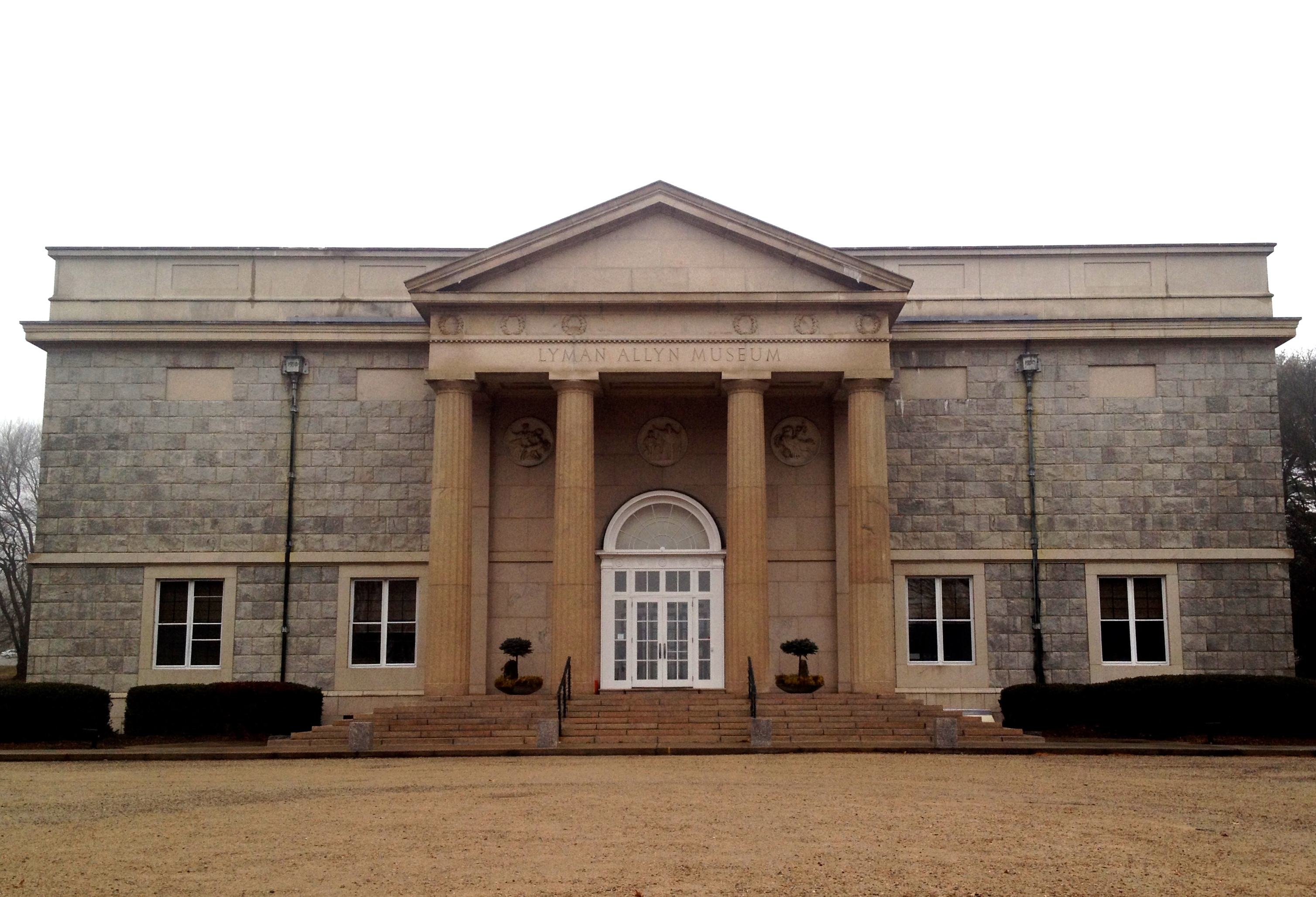
The Lyman Allyn Museum, New London, Connecticut (terminado en 1932).
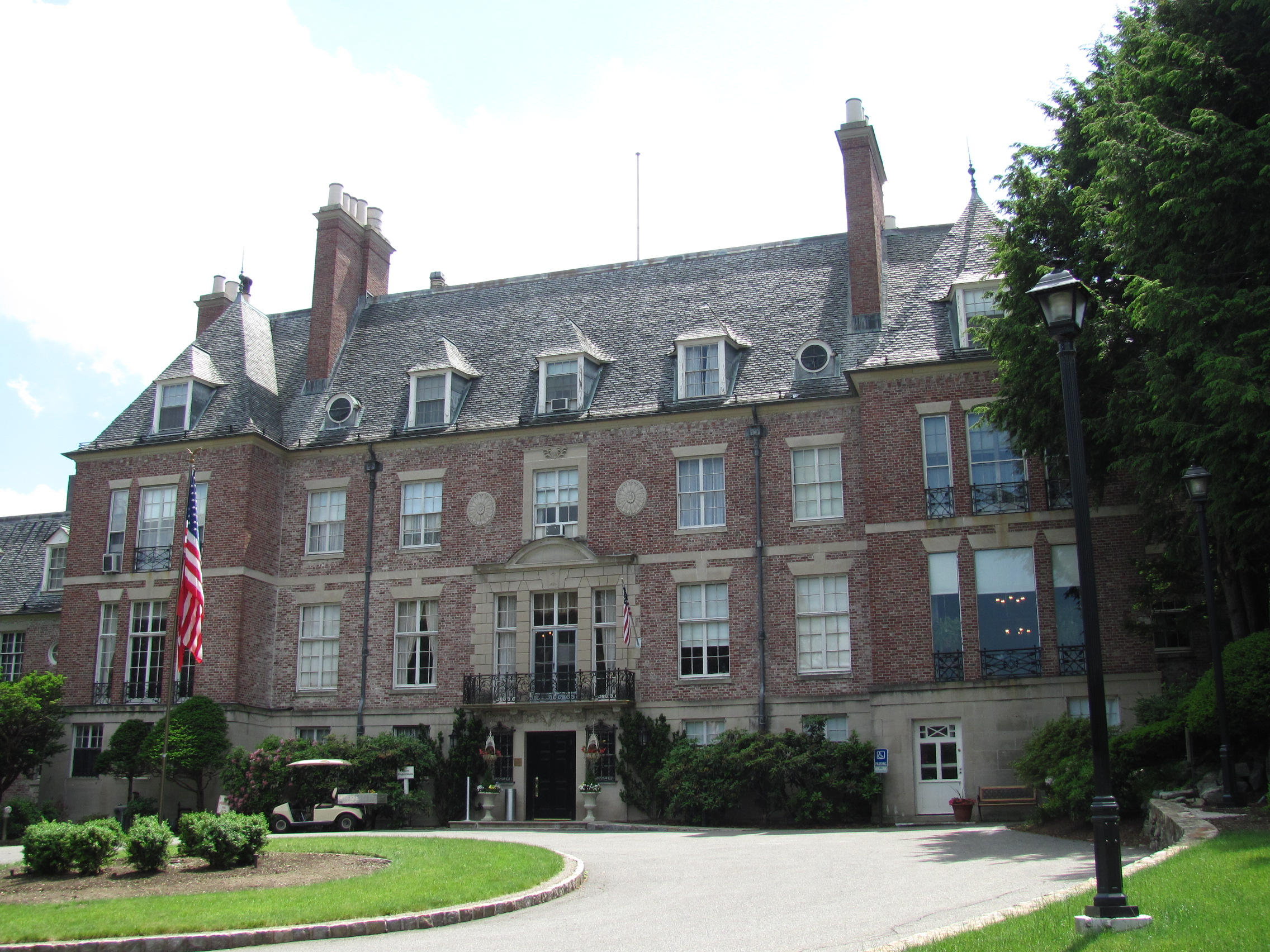
Endicott House, Dedham, Massachusetts (terminada en 1934).